# Davao
Denna artikel behandlar staden. För andra betydelser, se Davao (olika betydelser).

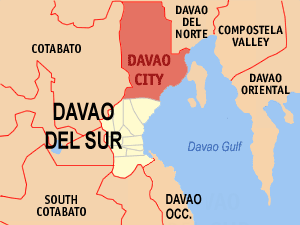
Davaos läge i provinsen Davao del Sur.

Davao (officiellt Davao City) är den största staden i provinsen Davao del Sur, som ligger på Mindanao, den största sydliga ön på Filippinerna. Staden är administrativ huvudort för Davaoregionen och har 1 363 337 invånare (2007), vilket gör den till landets fjärde största stad.

## Administrativ indelning
Staden är indelad i 182 smådistrikt, barangayer, varav 112 är klassificerade som landsbygdsdistrikt och 70 som tätortsdistrikt.

## Geografi
Den är belägen i västra delen av Davaobukten och är därmed väl skyddad mot tyfoner och tsunamier. Strax utanför ligger öarna Samal med pärlodlingar och semesteranläggningar samt ön Talikud där det finns möjlighet till dykning. Staden är känd för sina fruktodlingar med papaya, mango och den för Sydostasien speciella frukten durian.

## Historia
År 1528 besöktes platsen för Davao av Alkvaro de Saavedra, men spanjorerna fick aldrig stabilt fotfäste där. År 1844 gjorde guvernör Figueroa och brigadgeneralen Agustin Bocallan anspråk på området för spanska kronans räkning men detta motsatte sig sultanen av Mindanao.
År 1847 framställdes anspråken igen, den här gången av guvernör Claveria, Don Uyanguren. Denne var en politisk flykting och legosoldat som angrep muslimerna i området som leddes av hövdingen Bago. I striden stupade Bago och hans anhängare flydde upp i bergen så spanjorerna fick nu tillfälle att expandera i området.
Davao grundades av inflyttade kolonister från Luzon samt Bisayas år 1915. Man köpte mark av ursprungsbefolkningen som tillhörde stammarna Manobos, Tagacaolos, Guongans och B'laans. Namnet Davao anses härröra från namnet Daba-Daba som betyder eld och som syftar på de rituella eldar stammarna anlade där floderna från bergsmassivet Mount Apo mynnar ut i Davaobukten.

## Religion
Bland religiösa grupper är övervägande del av befolkningen kristen. Romerska katoliker utgör 83,83 procent, övriga kristna 15 procent och återstående 1,17 procent är muslimer, buddhister och anhängare av lokala naturreligioner. I staden finns minst tre moskéer. Både romersk-katolska kyrkan, Filippinernas oberoende kyrka ICP), den så kallade Aglipayankyrkan samt Filippinska National katolska kyrkan Philippine National Catholic Church har biskopssäten i Davao. Vidare har den inhemska sekten Iglesi na Christo ett flertal kyrkor i staden; därtill finns tre buddhisttempel.

## Dagens Davao
Tidigare har strider mellan NPA (New People's Army) och regeringstrupper gjort staden osäker, liksom strider och attentat från muslimska separatister. Sedan några år har borgmästaren Rodrigo Duterte lyckats få till stånd en mer lugn atmosfär, med i och för sig hårda tag samt med hemliga förhandlingar med NPA. I valet 2010 efterträddes Rodrigo Duterte av sin dotter Sarah Duterte som borgmästare och själv blev han vice borgmästare i valet.